# نولبيرتو سولانو
نولبيرتو ألبينو سولانو تودكو (بالإسبانية: Nolberto Solano)‏، من مواليد 12 ديسمبر 1974 في كالاو في البيرو، لاعب كرة قدم بيروفي.
بدأ مسيرته الكروية مع نادي ديبورتيفو مونيسيبال في موسم 1993/1994، وفي عام 1994 انتقل إلى نادي سبورتنغ كريستال، ولعب معهم حتى عام 1997، وشارك معهم في 77 مباراة وسجل 31 هدف، وفي موسم 1997/1998 انتقل إلى نادي بوكا جونيورز الأرجنتيني، ولعب معهم 32 مباراة وسجل 5 أهداف، وفي عام 1998 انتقل إلى نادي نيوكاسل يونايتد الإنجليزي، ولعب معهم حتى عام 2004، وشارك معهم في 172 مباراة وسجل 29 هدف، وفي موسم 2004/2005 انتقل إلى نادي أستون فيلا الإنجليزي، ولعب معهم 49 مباراة وسجل 8 أهداف، ومنذ عام 2005 وهو يلعب مع نادي نيوكاسل يونايتد الإنجليزي.
و قد بدأ باللعب مع منتخب بيرو لكرة القدم في عام 1994.

## روابط خارجية
- نولبيرتو سولانو على موقع IMDb (الإنجليزية)
- نولبيرتو سولانو على موقع الاتحاد الدولي (مؤرشف)  (الإنجليزية)
- نولبيرتو سولانو على موقع قاعدة بيانات كرة القدم.إي يو (الإنجليزية)
- نولبيرتو سولانو على موقع ناشيونال فوتبول تيمز (الإنجليزية)
- نولبيرتو سولانو على موقع Soccerbase.com (لاعب) (الإنجليزية)
- نولبيرتو سولانو على موقع عالم كرة القدم.نت (الإنجليزية)
- نولبيرتو سولانو على موقع كووورة